# Pinto Colvig
Vance DeBar „Pinto“ Colvig (* 11. September 1892 in Jacksonville, Oregon; † 3. Oktober 1967 in Woodland Hills, Kalifornien) war ein US-amerikanischer Schauspieler, Autor, Animator, Zeichner und Synchronsprecher. Bekannt wurde er durch seine Rolle als Bozo, der Clown sowie durch seine Stimme, die er in Zeichentrickfilmen unter anderem der weltberühmten Disney-Figur Goofy und Popeyes Erzfeind Bluto lieh.

## Kindheit

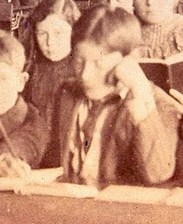
Pinto Colvig während seiner Schulzeit in der Jacksonville School (1900)

Colvig wurde 1892 als jüngstes von sieben Kindern geboren. Schon früh entdeckte Colvig seine Leidenschaft für die Rolle des Clowns. Bereits als kleines Kind amüsierte er die Leute, indem er Grimassen schnitt und Geräusche nachahmte. Zudem war Colvig bereits früh ein ausgezeichneter Klarinettenspieler. Dank dieser Talente spielte er bereits im Alter von 12 Jahren in „Lewis and Clark Centennial Exposition“ einen Klarinette-spielenden Clown.
Aus seiner Kindheit stammt auch sein Spitzname „Pinto“. Diesen Namen behielt er als Künstlernamen bei.

## Zirkus-Clown, Comic-Zeichner und Animator
1913 verließ Colvig die Oregon State University, um sich dem „Vaudeville“-Zirkus anzuschließen. 1914/15 arbeitete er als Zeitungscartoonist für die Carson City News. Diese Arbeit gab er zunächst auf und schloss sich dem „Al G. Barnes Circus“ an. In den Wintermonaten arbeitete er aber immer wieder als Comiczeichner.
1916 lernte Colvig Margaret Bourke Slavin kennen. Bald darauf heirateten die beiden, was dazu führte, dass Colvig seine Arbeit als Clown aufgab und mit seiner Frau nach San Francisco zog. Fortan konzentrierte sich Colvig auf seine Arbeit als Comiczeichner. Bekannt wurde dabei vor allem seine Cartoonserie Life on the Radio-Wave, die das neue Medium Radio und seinen Einfluss auf die Menschen parodierte.
Ab 1919 betätigte sich Colvig als Animator. Er gründete sein eigenes Studio, Pinto Cartoon Comedies Co. Hier entwickelte er einen der ersten Zeichentrickfilme in Farbe: Pinto’s Prizma Comedy Revue.
1922 zog Colvig mit seiner Familie nach Hollywood. Dort wurde er bei Keystone Film Co. als Animator eingestellt. Bald schon schrieb Colvig aber auch Drehbücher und wirkte in Filmen mit.
1928 entwickelte Colvig zusammen mit Walter Lantz einen der ersten vertonten Zeichentrickfilme: „Bolivar, the Talking Ostrich“. Der Film wurde jedoch kein Erfolg. Colvig verließ daraufhin Keystone Film Co.

## Karriere als Sprecher
Ab 1930 arbeitete Colvig für die Walt Disney Studios. Zunächst arbeitete er als Animator. Bald jedoch wurde Colvigs Stimmtalent erkannt, fortan wurde er als Synchronsprecher eingesetzt. Unter anderem lieh er seine Stimme Pluto, Goofy, zwei Zwergen aus Schneewittchen sowie einem Schweinchen in Die drei kleinen Schweinchen. 1937 verließ Colvig nach einem Streit Disney vorerst. Er blieb jedoch nicht untätig und arbeitete in den nächsten Jahren unter anderem für Warner Bros. Animation Studio, Fleischer Studios und Metro-Goldwyn-Mayer. Dort sprach er unter anderem Gabby in Gullivers Reisen sowie Popeyes Rivalen Bluto. 1941 kehrte Colvig zu Disney zurück.
Insgesamt wurde Colvig in weit über 100 Filmen als Synchronsprecher eingesetzt. Dieser Arbeit blieb er bis 1965 – zwei Jahre vor seinem Tod – treu.

## Bozo, der Clown
Ab 1946 wurde Colvig als „Bozo, der Clown“ bekannt. Die Serie Bozo at the Circus war zunächst als Buch- bzw. Cassetten-Serie konzipiert. Colvig sprach dabei nicht nur Bozo, sondern bis zu acht andere Stimmen. Die Serie wurde zu einem unerwartet großen Erfolg, was dazu führte, dass es bald auch eine Fernsehserie mit Bozo als Hauptcharakter gab. Die Serie erhielt den Namen Bozo’s Circus und wurde ab 1949 auf dem Sender KTTV (später CBS) ausgestrahlt. Auch hier verkörperte Colvig Bozo. In der Rolle des beliebten Clowns trat er auch diverse Male im Radio und auch in persona in Shows im gesamten Land auf.
In diese Zeit fiel allerdings auch der Tod von Colvigs Frau Margaret Bourke, die 1950 verstarb.
1956 wurde Colvig in der Rolle des Bozo von Larry Harmon abgelöst. 1959 wurde dann Colvigs Sohn, Vance Colvig jr., der dritte Darsteller von Bozo.
Colvig war einer der Ersten, die sich für Warnungen auf Zigarettenpackungen einsetzten, mit denen auf das Krebsrisiko hingewiesen wird.
Pinto Colvig starb am 3. Oktober 1967 an den Folgen von Lungenkrebs. 1993 wurde er von der Walt Disney Company als „Disney Legend“ geehrt. Am 28. Mai 2004 wurde Colvig für seine Darstellung von Bozo, dem Clown in die „Clown Hall of Fame“ aufgenommen.

## Synchronarbeiten (Auswahl)
- 1925: Buster Be Good
- 1930: The Chain Gang als Pluto
- 1932: The Klondike Kid als Goofy
- 1932: Mickey’s Revue als Dippy Dawg (später Goofy)
- 1932: Die Werkstatt vom Weihnachtsmann als Elf
- 1933: Three Little Pigs als Practical Pig
- 1933: Ye Olden Days als Goofy
- 1934: The Big Bad Wolf als Practical Wolf
- 1934: Die Kindervorstellung (Orphan’s Benefit) als Goofy
- 1934: Die kluge kleine Henne (The Wise Little Hen) als Peter Pig
- 1935: On Ice als Goofy
- 1935: Mickey’s Fire Brigade als Goofy
- 1936: Alpine Climbers als Pluto
- 1936: Three Little Wolves als Practical Pig
- 1937: Schneewittchen und die sieben Zwerge (Snow White and the Seven Dwarfs) als Sleepy und Grumpy
- 1937: Einsame Geister (Lonesome Ghosts) als Goofy
- 1937: Clock Cleaners als Goofy
- 1938: The Fox Hunt als Goofy
- 1938: Boat Builders als Goofy
- 1939: Gullivers Reisen (Gulliver’s Travels) als Gabby
- 1939: The Wizard of Oz als Munchkin
- 1940: Busy Bakers als Bäcker
- 1940: Shakespearean Spinach als Bluto
- 1941: It’s A Hap-Hap-Happy Day als Gabby
- 1941: Gabby Goes Fishing als Gabby
- 1942: The Army Mascot als Pluto
- 1942: Symphony Hour als Goofy
- 1943: Pluto and the Armadillo als Pluto
- 1943: Saludos Amigos als Goofy
- 1944: The Three Caballeros als Aracuan Bird
- 1945: Hockey Homicide als Goofy
- 1945: African Diary als Goofy
- 1946: Frank Duck Brings 'em Back Alive als Goofy
- 1946: Make Mine Music (Tiergeräusche)
- 1947: Mädchen für Hollywood (Variety Girl) (Figuren der Animationssequenz)
- 1947: Foul Hunting als Goofy
- 1947: Clown of the Jungle als Aracuan Bird
- 1948: Melody Time als Aracuan Bird
- 1948: The Big Wash als Goofy
- 1949: Goofy Gymnastics als Goofy
- 1949: Tennis Racquet als Goofy
- 1951: Tomorrow We Diet! als Goofy
- 1952: Micky und Pluto feiern Weihnachten (Pluto's Christmas Tree) als Goofy
- 1952: Man’s Best Friend als Goofy
- 1952: Father’s Lion als Goofy
- 1953: How to Sleep als Goofy
- 1953: Father’s Day Off als Goofy
- 1956: Popeye als Bluto
- 1958: Yogi Bär (The Yogi Bear Show) als Chopper
- 1959: Sleeping Beauty als Maleficent’s goon
- 1959–1962: Matty’s Funday Funnies
- 1961: Der Freizeitkapitän (Aquamania) als Goofy
- 1965: Goofy’s Freeway Troubles als Goofy
- 1965: Freewayphobia als Goofy

## Sonstige Arbeiten
- 1927: Better Days (Autor)
- 1931: The Bandmaster (Animator)
- 1933: Wer hat Angst vorm großen, bösen Wolf? (Who’s Afraid of the Big Bad Wolf?; Co-Komponist)
- 1937: Mickey’s Amateurs (Direktor)
- 1941: Two for the Zoo (Autor)
- 1942: The Raven (Autor)
- 1948: Bill and Coo (Rolle als Sänger)
- 1959–1962: Matty’s Funday Funnies (Autor)